# Nesle-la-Reposte
Nesle-la-Reposte è un comune francese di 96 abitanti situato nel dipartimento della Marna nella regione del Grand Est.

## Società

### Evoluzione demografica
Abitanti censiti